# Catherine Hicks
Catherine Hicks (Manhattan, New York, 6 augustus 1951) is een Amerikaanse actrice wier carrière midden jaren 70 begon met een aantal rollen in televisieseries. Ze is het meest bekend van de serie 7th Heaven waarin ze de moeder van 7 kinderen speelt. 
Hicks' debuut op het grote doek was in 1982 in de film Death Valley. Ook is zij te zien in de films Star Trek IV: The Voyage Home, Child's Play, Turbulence en Peggy Sue Got Married. Vanaf 2000 keerde de actrice terug naar televisieseries.
- Biblioteca Nacional de España: XX1500826
- Bibliothèque nationale de France: cb14037242h (data)
- Gemeinsame Normdatei: 1018148868
- International Standard Name Identifier: 0000 0000 4118 7634
- Library of Congress Control Number: no98075280
- Nationale Bibliotheek van Tsjechië: xx0180910
- Nationale Bibliotheek van Polen: a0000001776500
- Nederlandse Thesaurus van Auteursnamen: 26947613X
- SNAC: w64z8x1c
- Système universitaire de documentation: 156274108
- Virtual International Authority File: 44500157
- WorldCat: E39PBJqQCrmPvHWrH3fRPMCmh3